# Tlicho
De Tlicho (uitspraak: ‘Tlee-chon’) of Tłı̨chǫ, ook aangeduid als Dogrib, zijn een inheems volk in de Northwest Territories van Canada. De Engelse naam Dogrib is een vertaling van hun eigenbenaming Tłįchǫ Done ("Dog-Flank People" of "Dogrib People") die betrekking had op hun afstamming van een bovennatuurlijke Hond-Mens. 
Samen met de South Slavey, North Slavey, Chipewyan (Dënesųłiné) en de Yellowknives (T'atsaot'ine) vormen ze de vijf belangrijkste stammen van de Dene die een Noord-Athabaskische taal van de Na-Denétaalfamilie spreken. De Dene in Denendeh ("Land van de Dene", in de Northwest-Territories en Nunavut en in het noorden van aangrenzend Manitoba, Saskatchewan, Alberta en British Columbia zijn verwant met de eveneens een Noord-Athabaskische taal sprekende Dene-stammen in Alaska.
De Tłįchǫ duiden zichzelf zoals de naburige First Nations als Done (uitspraak: ‘don-ay’- "volk") of Dene (‘den-ay’ - ‘Volk’). Tegenwoordig geven ze de voorkeur aan de benaming Tłįchǫ of eenvoudig Done in plaats van de Engelse benaming Dogrib, om zich van de andere Denevolken te onderscheiden.

## Taal
De Dogribtaal of Tłįchǫ Yatiì werd volgens de Canadese census van 2016 nog door 1735 Tłįchǫ gesproken. Het Detah-Ndilo-dialect (of Weledeh-Dialect), dat in de plaatsen Dettah en N'Dilo wordt gesproken, ontstond na circa 1830 bij gemengde huwelijken tussen Yellowknives en Tłįchǫ. Terwijl in andere gemeentes waar Tłįchǫ wonen, de taal nog door kinderen wordt geleerd, zijn er dicht bij de grote stad Yellowknife nog maar weinig mensen onder de 40 die vloeiend Weledeh-Tłįchǫ Yatiì spreken.

## Woongebied
Het bijna 295.000 km² grote traditionele woongebied strekte zich uit over de toendra, meren- en rivierengebieden ten westen van de noordoever van het Great Slave Lake (Tideh of Tindi - "groot meer") en naar het noorden tot het Great Bear Lake uit. De westelijke begrenzing was de Mackenzie, de oostelijke Contwoyto Lake, Aylmer Lake en Artillery Lake. 
Ten oosten en zuiden van hen woonden de Chipewyan en ten oosten nabij het Great Slave Lake, Yellowknife River en Coppermine River en Great Bear Lake de Yellowknives. Ten westen aan de west- en zuidoever van Great Slave Lake tot aan de Mackenzie woonden diverse groepen van de South Slavey. In het noorden ten westen en noorden van het Great Bear Lake bevonden zich de North Slavey die ook ten westen van de Mackenzie woonden. Hun belangrijkste vijanden waren de Chipewyan, Yellowknife (met wie hun grondgebied deels overlapte) en de Algonkin sprekende Cree die in hun jachtgebieden doordrongen en er ook slaven roofden. De verhouding met de Slavey was meestal vriendschappelijk.

## Cultuur en leefwijze
De Tłįchǫ waren jager-verzamelaars en bejaagden vooral de kariboe (rendier), daarnaast ook de eland, bison, muskusos, wapiti en vogels. Ze verzamelden wortels en bessen.  Ook werd vis gevangen, onder andere zalm. Voor hun tenten gebruikten ze kariboehuiden, voor kleding het bont van de veelvraat, mink, hermelijn, otter en bever. Vanaf de 19e eeuw gingen ze ook pelsdieren vangen voor de handel. De gebruikelijke behuizing bestond uit een tent van stokken en rendierhuiden. In de winter werden ook houten hutten gebouwd.
Zoals ook bij de subarctische buurvolken, bestond hun samenleving uit onafhankelijk geleide jachtgroepen. Deze groepen bestonden uit een of meer grote families die de grootste tijd van het jaar onafhankelijk van het stamverband door het gebied trokken. De relatief kleine groepen waarin ze waren georganiseerd opereerden tamelijk los van elkaar. Hierin leken ze op hun traditionele aartsvijanden in het oosten, de Yellowknives. Die waren tot in het begin van de 19e eeuw een van de belangrijkste en grootste Dene-volken maar waren in tegenstelling tot hun buren bekend als fervente krijgers die gewetenloos de goedheid van andere volken in hun voordeel uitbuitten, en aanmatigend optraden. Als vergelding werden de Yellowknives door de buurvolken waaronder de Tłįchǫ, eind 18e en begin 19e eeuw met wraakuitvallen bezocht en langzaam gedecimeerd.
Ondanks de vijandige omgeving bezaten de Tłįchǫ net zomin als de andere Dene een systeem voor georganiseerde oorlogvoering met een militair apparaat.

## Religie
De oorspronkelijke religie van de Tłįchǫ was animistisch zoals bij de andere noordelijke Athabasken. De meesten zijn tegenwoordig katholiek gedoopt. De visioenen van "zieners" spelen nog altijd een rol. Al tegenover de eerste missionarissen in de 19e eeuw verklaarden dezen dat ze direct met hun hoogste God hadden gesproken. Ook nu zeggen moderne Tłįchǫ-profeten in aanwezigheid van katholieke priesters dat ze met de (christelijke) God gesproken zouden hebben en dat ze de opdracht kregen te preken voor morele verbetering en onthouding van kaartspel en alcohol. De preken en rituelen van deze profeten worden door de kerk getolereerd.

## Geschiedenis

### Handelsmonopolie van de Nehiyaw-Pwat
In de 17e en 18e eeuw concurreerden de Fransen en Engelsen rond de Hudsonbaai om het verkrijgen van huiden van de vos, bever en bisamrat. 
De Cree hadden vanaf 1670, door de oprichting van de handelspost York Factory van de Hudson's Bay Company al eerder contact met de Europese handelaren en hun producten (ijzeren voorwerpen, wapens, munitie). Ze hadden daarmee een voordeel verkregen tegenover naburige stammen. De meer naar het zuiden levende Assiniboine vormden daarop met de Cree een sterke militaire alliantie, die als "ijzeren confederatie" werd aangeduid. De Cree duidden het in hun taal aan als Nehiyaw-Pwat. In het begin van de 18e eeuw sloten de naar het westen en zuidwesten getrokken Plains Ojibwa (ook Saulteaux genoemd) zich daarbij aan. 
Dat maakte het voor de Nehiyaw-Pwat mogelijk vanaf 1680 een omvangrijk kano-handelssysteem langs de Nelsonrivier, het Rainy Lake, Lake of the Woods, Winnipegrivier en van het Winnipegmeer naar York Factory aan de Hudsonbaai op te bouwen. Cree-groepen gingen in de nabijheid van de handelsposten wonen om daardoor aan voor hen belangrijke goederen te kunnen geraken (geweren, munitie, messen, bijlen, ketels, tabak en alcohol, Tomahawks). Daarna kregen ze de tussenhandel met andere volken in het westen en noorden (onder andere de Chipewyan, Tłįchǫ, Slavey, Yellowknife) in handen. Zonder de invloed van de Nehiyaw-Pwat, die controle had over de transportwegen, was de pelshandel van de Hudson’s Bay en de North West Company niet goed mogelijk geweest.
Gelijktijdig breidden de Cree zich dankzij betere wapenrusting naar het westen en noorden uit ten koste van de Chipewyan en Slavey in het noorden en de Dakota in het zuiden (1670 - 1700). De Nehiyaw-Pwat gingen vanaf 1670 ook op slavenjacht onder de naburige stammen, vooral onder de als minder weerbaar bekendstaande Dene-volken in het noorden. De bonthandel verscherpte de bestaande conflicten tussen de Chipewyan en Cree om de bestaansbronnen in het gebied.

### Vergelijk en alliantie met Nehiyaw-Pwat
Thanadelthur (springende marter), een jonge Chipewyan (volgens overlevering een Slavey), werd in 1713 door plunderende Cree bij het Great Slave Lake geroofd maar kon in 1714 vluchten. Ze leidde William Stewart, een handelaar van de HBC, en 150 Cree naar de oostoever van het meer en bemiddelde om vrede tussen Chipewyan en Cree. Daarop stichtte de HBC in 1717 de handelspost Fort Prince of Wales aan de Churchillrivier en maakte zo voor Chipewyan directe toegang tot Europese handelsposten mogelijk en voor de Cree een ongestoorde tussenhandel tussen de HBC en het Noordwesten.
De Chipewyan en Cree verbeterden tussen 1716 en 1760 hun vreedzame contacten en sloten een alliantie tegen hun gezamenlijke vijanden, de Inuit, Tłįchǫ, Slavey en Yellowknife – die ze van direct contact met de handelsposten wilden afhouden, om hun positie als tussenhandelaren veilig te stellen.
Nadat ook de Chipewyan door de pelshandelaren met geweren waren bewapend, domineerden ze in de 18e eeuw hun athabaskischen Dene-buren, de Tłįchǫ en de Yellowknives, belemmerden de toegang tot de handelsposten en dwongen af dat de huiden via hen werden verkocht. Veel Chipewyan-groepen trokken verder naar het noorden om daar in de bossen te jagen en vallen te zetten, daar verbleven meer pelsdieren. Andere Chipewyan hielden zich verre van de handel en de steunpunten van Europeanen en behielden hun traditionele leefwijze als jagers en verzamelaars. Tussen 1781 en 1784 beëndigde een pokkenepidemie hun overheersing over de buurvolken omdat tussen de 50 en 90% van de Chipewyan eraan stierven.

### Bonthandel, epidemieën, oorlogen
In 1770 ontmoette Samuel Hearne groepen van de Yellowknives, toen hij het gebied van de Northwest Territories in opdracht van de Hudson’s Bay Company voor de bonthandel toegankelijk wilde maken. Toen eind 18e en begin 19e eeuw de handel in westelijke richting naar de Great Slave Lake uitbreidde, benutten ook de Yellowknives hun strategisch thuisgebiedvoordeel en verdreven voor korte tijd de Tłįchǫ uit het gebied langs de Yellowknife River. In het begin van de 19e eeuw liep het aantal Yellowknives sterk terug door epidemieën die door blanken en Tlingithandelaren waren meegebracht. Gewapende conflicten om toegang tot de pelshandel, en honger eisten hun tol. Ook verslechterde hun economische positie omdat Europese handelaren ijzerwaren invoerden zodat ze hun koperen messen, bijlen en ander werktuig niet meer konden ruilen bij naburige volken.
In 1823 overviel een krijgsgroep van de Tłįchǫ als vergelding voor hun verdrijving van de Yellowknife rivier een kamp van de Yellowknives bij Great Bear Lake waarbij tientallen werden gedood. Ze werden gedwongen zich uit de traditionele jachtgebieden van de Tłįchǫ in deze regio terug te trekken en bescherming te zoeken bij de Chipewyan. In 1825 (ook genoemd worden 1823 en 1829) werd de Akaitcho - Edzo vredesovereenkomst gesloten, genoemd naar de leiders van beide volken. Vele Yellowknives sloten zich hierna bij de Tłįchǫ aan en assimileerden ermee door onderlinge huwelijken aan te gaan.

## Onderverdeling
De Tłįchǫ bestaan momenteel uit zes regionale groepen (of bands): 
- Tagahot'in (ook Tahga Got'ɻi of Ta ga hoti - ‘Follow the Shore People’), een volk langs de noordelijke uitloper van Great Slave Lake, trokken tussen Rae en Yellowknife langs de noordarm van Great Slave Lake. Twee subgroepen:
  - Enotahot'in, leven nu in de regio tussen Dettah in het noorden en Enotah in het zuiden langs de oostkant van de noordelijke uitloper van Great Slave Lake. Vroeger bevonden de favoriete visgebieden van de Tłįchǫ langs de westoever; hun vijanden de Chipewyan jaagden en visten langs de oostoever.[11] Deze groep vormt de huidige Dettah First Nation, aangesloten bij de Yellowknives Dene First Nation
  - Betcokont'in (‘Big-Knife-House-People’ of ‘Fort People’, ook Klin-tchanpe - ‘Rae band’ of ‘eigenlijke Dogrib’ genoemd) woonden en handelden bij Fort Rae en hadden hun jachtgronden in het gebied van Rea-Edzo en Behchokò.
- Tsontihot'in (ook Tsti Got'ɻi, Coti hoti of Tsan-tpie-pottine - ‘Filth Lake People’ - ‘Feces Lake People’), woonden en visten langs de rivieren en meren rond Lac La Martre (Tsotsi - martermeer), dus ook Martermeervolk genoemd.
- Detsinlahot'in (Dechɻlaa Got'ɻi - Decila hoti - ‘Edge of the Woods People’, ‘Treeline People’).[12] Ze leefden langs de rivieren rond Russel Lake tot aan Rae aan het uiteinde van Great Slave Lake, jaagden in oostelijke richting op de toendra op kariboe en muskusos.[13] Er zijn drie subgroepen:
  - Detsinlahot'in
  - Wekwitihot'in (‘Snare Lake People’) Rondom Snare Lake verzamelden zich alle groepen van de Detsinlahot'in en andere Tłįchǫ, om op kariboejacht te gaan; de Wekwitihot'in trokken langs de Snare River tot op de jachtgronden langs de Yellowknife rivier en de Coppermine rivier.
  - Xozihot'in (ook Hozihot'in - ‘Barrens Land People’). Jaagden in de toendra langs de Coppermine tot aan Point Lake, vaak zelfs tot Contwoyto Lake.
- Et'at'in (ook Et'aat'ɻi, Etati), leefden langs een aantal meren, die alle in de Marian rivier (Golo Ti Deè) uitmonden, ook ten noorden van Great Slave Lake tot aan McTavish Bay aan de zuidoever van Great Bear Lake.
- Satihot'in (ook Sahti Got'ɻi, Sahti K'e Hot'iį of Sati hoti - Bear Lake People, of Ttse-pottine - Canoe People), leefden en jaagden vanaf Rae langs een aantal meren noordwaarts tot aan Great Bear Lake, vroeger waarsachijnlijk niet van de Et'at'in te onderscheiden. Zij mengden zich met de Slavey die in dit gebied ook op pelsdieren jaagden.[14][15][16]
- Wuledehot'in (Woóle Dee Got'ɻi of Wulede hoti - Inconnu River People), geassimileerd met de Yellowknives, noemen zich tegenwoordig Weledeh Yellowknives Dene.

## Bekende Tłįchǫ Trading Chiefs (Donek'awi)
- Bear Lake Chief (* 1852 - † 1913), ook bekend als Francis Yambi, Eyambi en diverse andere namen, was misschien wel de bekendste en belangrijkste Tłįchǫ Trading Chief (hoogste handelaar); in 1872 huwde hij Emma Kowea (* 1854) in Tulita of Fort Norman ze hadden negen kinderen en hoorden bij de Sahtigot'in. Hij werd tussenpersoon voor verscheidene Tłįchǫ clans die bij Old Fort Rae en Fort Norman en later bij Déline (Fort Franklin) hun huiden inruilden. Door de toestroom van Sahtigot'in en Et'at'in ontwikkelden verschillende clans in Tulita und Déline een nieuwe eigen identiteit als Satihot'in of Sahtu Dene. Hij werd op een eiland in Lac Ste. Croix noord van de nederzetting Gameti (Rae meren) begraven.
- Edzo, opperhoofd die in 1825 vrede sloot met de Yellowknives.
- Dzemi, ook bekend als Ekawi Dzimi of Jimmie, hoofd van het volk aan de bosrand.
- Ewainghan, ook bekend als Rabesca, hoofd van de Et'aa got'in (volk naast ander volk)[13]
- Drygeese
- Beniah
- Little Crapeau
- Chief Castor
- Monfwi (* 21 mei 1866 - † 1936), ook bekend als Ewaro'A („kleine mond”); hoofd van het volk aan de bosrand.

## Tegenwoordige Tłįchǫ First Nations
De "First Nation Bands" zijn een vorm van plaatselijk zelfbestuur van de oorspronkelijke bewoners (indianen).
De huidige ca. 4.000 Tłįchǫ wonen bijna allen in vier gemeenten: Gamèti (vroeger Rae Lakes), Wekweètì (vroeger Snare Lake), Whati (vroeger Lac la Martre) en Behchokò (vroeger Rea-Edzo). Verder zijn er veel Yellowknives grotendeels van Tłįchǫ-afstamming in de Gemeenten Dettah en N'Dilo in de nabijheid van Yellowknife (Stad). Die vormen samen de Yellowknives Dene First Nation.

### Yellowknives Dene First Nation (vroeger de Yellowknife B Band)
Akaitcho Treaty 8 Tribal Corporation of Akaitcho Territory Government
Na de ontdekking van goud in de regio rond Yellowknife (in Dogrib: Somba K'e - waar geld is), vestigden zich Dogrib, Chipewyan en Yellowknives in de tegenwoordige stad of de traditionele vestiging Dettah. N'Dilo werd in de jaren 1950 met overheidsgeld gesticht. In beide nederzettingen wonen Yellowknives van gemengde Tłįchǫ-afkomst en ook enige Chipewyan. In de jaren '90 voegden de first nations van Dettah en N'Dilo zich samen tot de Yellowknives Dene First Nation. De bewoners spreken het Dettah-Ndilo dialect van het Tłįchǫ Yatıì, dat zich na huwelijken tussen Tłįchǫ en Yellowknives of Chipewyan ontwikkelde. Ze gingen zich Weledeh Yellowknives Dene noemen. Hun reservaat heeft een bevolkingsaantal van ongeveer 1400.
- Dettah Yellowknives Dene First Nation (Dettah aan de noordoever van het Great Slave Lake, buiten de stad Yellowknife, ca. 6,5 km per ijsweg in de winter en in de zomer ca. 27 km van de stad)[22]
- N'Dilo Yellowknives Dene First Nation (N'Dilo ligt op een eiland binnen het stadgebied)[23]

### Tłįchǫ Government (Tåîchô Government) (vroeger Dog Rib Rae Band)
De ook als Tłįchǫ First Nation aangeduide band ontstond uit een samengaan van enkele groepen bij de Tłįchǫ-overeenkomst van 2003:
- Dogrib Rae Band (Behchokò - voorheen Rae-Edzo, bevolking: 2.926)
- Whatí First Nation (Marter-meer, tot 1 januari 1996 Lac La Martre geheten, bevolking: 635)
- Gamèti First Nation (tot augustus 2005: Rae Lakes geheten, bevolking: 348)
- Dechi Laot’i First Nations (Gemeente Wekweètì - tot 1 november 1998 Snare Lake geheten, bevolking: 177)[25]
- Dogrib Treaty 11 Council

#### De Tłįchǫ-overeenkomst
Op 25 augustus 2003 ondertekenden de Tłįchǫ met de Canadese overheid een verdrag over grondbezit. Een gebied van 39.000 km² tussen Great Bear Lake en Great Slave Lake kwam in bezit van de Tłįchǫ. Het proces van landoverdracht had 20 jaar in beslag genomen.
De Tłįchǫ kregen hun eigen bestuursorganen in de vier gemeenten (Gamèti, Wekweètì, Whati en Behchokò), waarvan het hoofd een Tłįchǫ moet zijn, echter iedereen had actief en passief kiesrecht voor de raad. De vier bands - Dogrib Rae Band, Whatí First Nation, Gamèti First Nation, Dechi Laot’i First Nations en de Dogrib Treaty 11 Council, werden in augustus 2005 ontbonden en sloten zich aaneen tot Tłįchǫ Government. 
De Tłįchǫ kregen ook betalingen ter grootte van 152 miljoen Canadese dollar over een periode van 15 jaar verdeeld.
De Canadese regering houdt de controle over het Strafrecht, dat in heel Canada geldt; de Northwest Territories zullen de levering van diensten als gezondheidszorg en scholing controleren.